# Pedicularis lanceolata
Pedicularis lanceolata es una especie de planta herbácea de la familia Orobanchaceae, anteriormente clasificada en las escrofulariáceas.

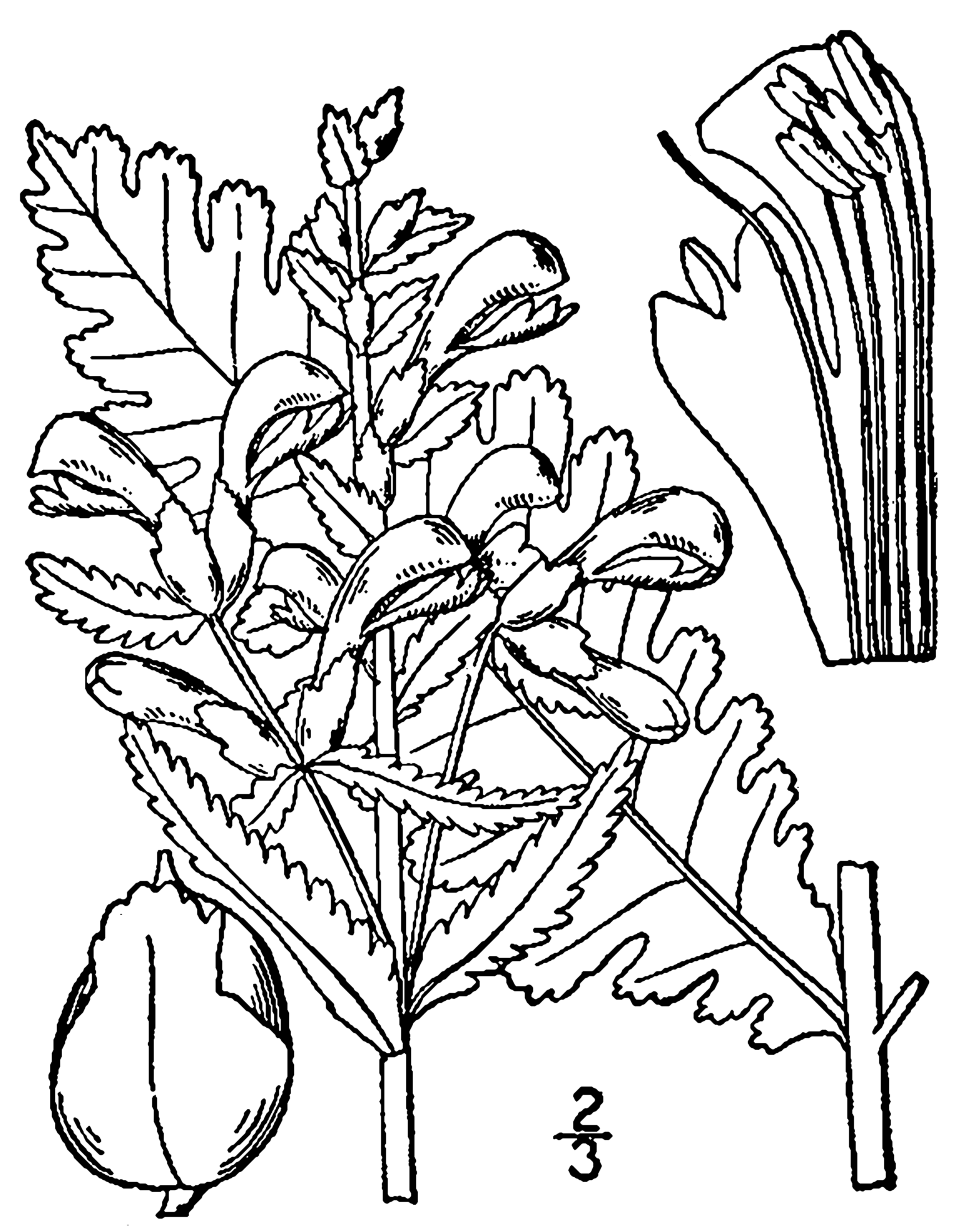
Ilustración

## Distribución y hábitat
Pedicularis lanceolata es originaria del medio oeste y el noreste de Estados Unidos y el sur de Canadá. Se encuentra con más frecuencia en los humedales tales como pantanos, manantiales y prados húmedos.

## Descripción
Pedicularis lanceolata produce una espiral de flores de color crema a finales del verano hasta el otoño. 

## Taxonomía
Pedicularis lanceolata fue descrita por André Michaux y publicado en Flora Boreali-Americana 2: 18. 1803.
Etimología
Pedicularis: nombre genérico que deriva de la palabra latína pediculus que significa "piojo", en referencia a la antigua creencia inglesa de que cuando el ganado pastaba en estas plantas, quedaban infestados con piojos.
lanceolata: epíteto latíno que significa "con forma de lanza"